# Saint-Michel-sur-Savasse
Saint-Michel-sur-Savasse település Franciaországban, Drôme megyében. Lakosainak száma 567 fő (2022. január 1.). Saint-Michel-sur-Savasse Triors, Le Chalon, Châtillon-Saint-Jean, Geyssans, Montmiral, Parnans és Saint-Laurent-d’Onay községekkel határos.

## Népesség
A település népessége az elmúlt években az alábbi módon változott:
| Lakosok száma | 319  | 325  | 343  | 492  | 545  | 568  | 583  | 566  | 558  | 567  |
|               | 1968 | 1982 | 1990 | 2006 | 2013 | 2015 | 2017 | 2019 | 2020 | 2022 |